# Ben Jones (football américain, 1989)
(en) Statistiques sur pro-football-reference
Benjamin Jones, né le 2 juillet 1989 à Birmingham en Alabama, est un joueur professionnel américain de football américain dans la National Football League (NFL)
Centre, il a été membre des Texans de Houston (2012-2015) et des Titans du Tennessee avant de devenir agent libre en août 2023.
Au niveau universitaire, il a joué pour les Bulldogs de la Géorgie dans la NCAA Division I FBS. Il est ensuite sélectionné par les Texans lors du quatrième tour de la draft 2012 de la NFL.

## Biographie
En février 2023, il est annoncé que Jones est choisi pour participer aux Pro Bowl Games 2023 en remplacement de Creed Humphrey disputant avec les Chiefs de Kansas City le Super Bowl LVII.